# Seesterne
Seesterne (Asteroidea; abgeleitet von altgriechisch ἀστήρ astḗr „Stern“ und εἶδος eídos „Form, Gestalt“) sind eine Klasse von Eleutherozoen innerhalb des Stamms der Stachelhäuter. Weltweit sind gut 1.800 rezente Seesternarten bekannt, womit sie innerhalb der Stachelhäuter (Echinodermata), nach den Schlangensternen (Ophiuroida), gemeinsam mit den Seegurken (Holothuroidea) die zweitgrößte Tiergruppe bilden.

## Morphologie

### Eidonomie
Die Körpergrundgestalt ist ein meist fünfarmiger Stern, dessen Arme zu den Spitzen hin gleichmäßig schlanker werden. Bei vielen Arten können die Interradien (Bereich zwischen den Armen) derartig breit werden, dass ein Fünfeck entsteht. Dieses kann hochgewölbt und kissenartig (Culcita) oder extrem flach sein (Anseropoda placenta). Auch fast kugelige Formen sind möglich. So ähneln Vertreter der Gattung Podosphaeraster einem stachellosen Seeigel. Andererseits erinnern Arten der Gattungen Labidiaster, Brisinga und Freyella mit ihren drehrunden, gleichmäßig dünnen langen Armen und einer abgesetzten zentralen Körperscheibe an Schlangensterne. Die Körpergröße reicht von 1 cm bei Asterina phylactica bis über 1 m bei Freyella remex, liegt jedoch mehrheitlich um 20 cm. Etliche Seesterne besitzen mehr als 5 Arme. Bei den Sonnensternen (Solasteridae) ist die Zahl altersabhängig. Crossaster papposus hat 8 bis 15 Arme, Arten der Gattung Heliaster über 40 und in der Gattung Labidiaster kommen 25 bis 50 Arme vor. Die Zahl der Arme kann auch innerhalb einer Art variieren. So können bei der Art Oreaster reticulatus vier-, sechs- und siebenarmige Exemplare auftreten.

### Anatomie und Sinnessysteme
An der Unterseite der Arme befinden sich zahlreiche dem Ambulacralsystem zugehörige Füßchen, die der Fortbewegung dienen. Dabei streckt sich eine Gruppe der beweglichen Füße in dieselbe  Richtung vor, heftet sich an der Unterlage fest und verkürzt sich dann wieder. Bei dieser Verkürzung wird der Körper des Tieres nachgezogen, zwar nicht schnell, aber gewandt und gleichmäßig.
An der Oberseite des Seesterns sind deutlich zahlreiche kleine Knoten und Unebenheiten fühlbar. Diese gehen aus wirbelartig verbundenen Kalkplättchen unter der Haut hervor. Die Kalkplättchen bilden das Hautskelett des Tieres. Da die Plättchen aber trotz der Verbindung gegeneinander verschiebbar sind, behält der Seestern seine Beweglichkeit.
Seesterne besitzen wie andere Stachelhäuter einen zentralen Nervenring um die Mundscheibe. Von diesem Ring ziehen radiäre Nervenstränge in die Arme. Seesterne haben keine Augen, mit denen sie Objekte erkennen oder identifizieren könnten; an den Spitzen ihrer Arme befinden sich jedoch mehrere Lichtsinneszellen, um Helligkeitsunterschiede in ihrer Umgebung wahrnehmen zu können. Parallel dazu verläuft in den Armen das strickleiterartige motorische Nervensystem. Der dänische Meeresbiologe Anders Garm hält die gebündelten Lichtsinneszellen einiger Arten für primitive Versionen von Facettenaugen. Seesterne besitzen auch Chemorezeptoren auf der Haut, mit denen sie Beute in der Nähe erkennen können. Sie können ferner den Gradienten des Salzgehalts des Wassers erkennen und sich in den Bereich bewegen, in dem sie vorzugsweise leben.

## Ernährung

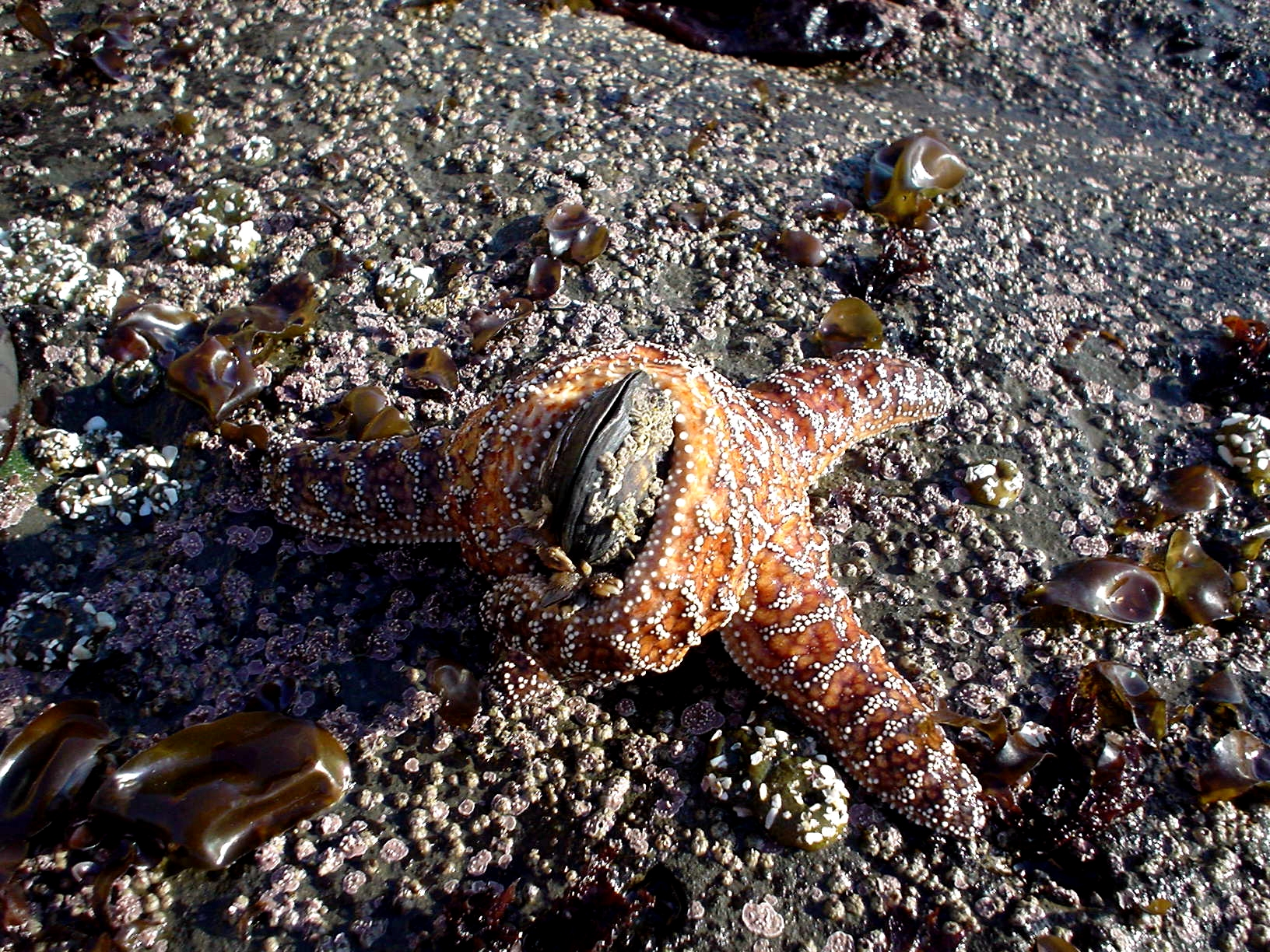
Pisaster ochraceus beim Öffnen einer kalifornischen Miesmuschel (Mytilus californianus)

In den gemäßigten Breiten lebt ein Großteil der Seesterne räuberisch oder von Aas, während es in den Tropen und Subtropen auch viele Detritus-, Algen- und Schlammfresser gibt, so die Kissensterne, die Purpursterne (Familie Echinasteridae) und die Kometensterne (Gattung Linckia). Die räuberischen Seesterne fressen vor allem langsame und sessile Tiere wie Weichtiere (Muscheln, Schnecken, Grabfüßer), Krebse (insbesondere Rankenfußkrebse), Vielborster, Stachelhäuter (Seewalzen, Seesterne, Schlangensterne, Seeigel), Nesseltiere (Seeanemonen, Korallen), Schwämme, Moostierchen und Seescheiden, während manche Arten (Stylasterias forreri, Astrometis sertulifera und Labidiaster annulatus) mit Hilfe ihrer Pedicellarien selbst Zehnfußkrebse und Fische erbeuten. Viele Seesternarten, darunter die kalifornische Art Pisaster ochraceus, bilden als annähernde Spitzenprädatoren ein wichtiges Glied im Nahrungsgefüge.
In der Körpermitte befindet sich auf der Unterseite der Tiere die Mundöffnung. Der Magen ist bei vielen räuberischen Arten wie den Asteriidae oder den Sonnensternen ausstülpbar und wird in die als Futter dienenden Muscheln eingeführt, wobei die Füßchen die Muschelschalen mit einer Kraft von bis zu 50 Newton auseinanderspreizen. Somit findet die Verdauung bei diesen Arten außerhalb des Körpers statt (extraintestinale Verdauung). Wenn die Beute vorverdaut ist, zieht der Seestern den Magen mit Nahrungsbrei wieder ins Innere zurück. Die Kammsterne verschlucken dagegen ihre meist kleineren Beutetiere als Ganzes, oft in sehr großer Zahl. Bei diesen Arten wird ebenso wie bei vielen Detritus-, Algen- und Schlammfressern die Nahrung im Magen verdaut (intraintestinale Verdauung).

## Fortpflanzung

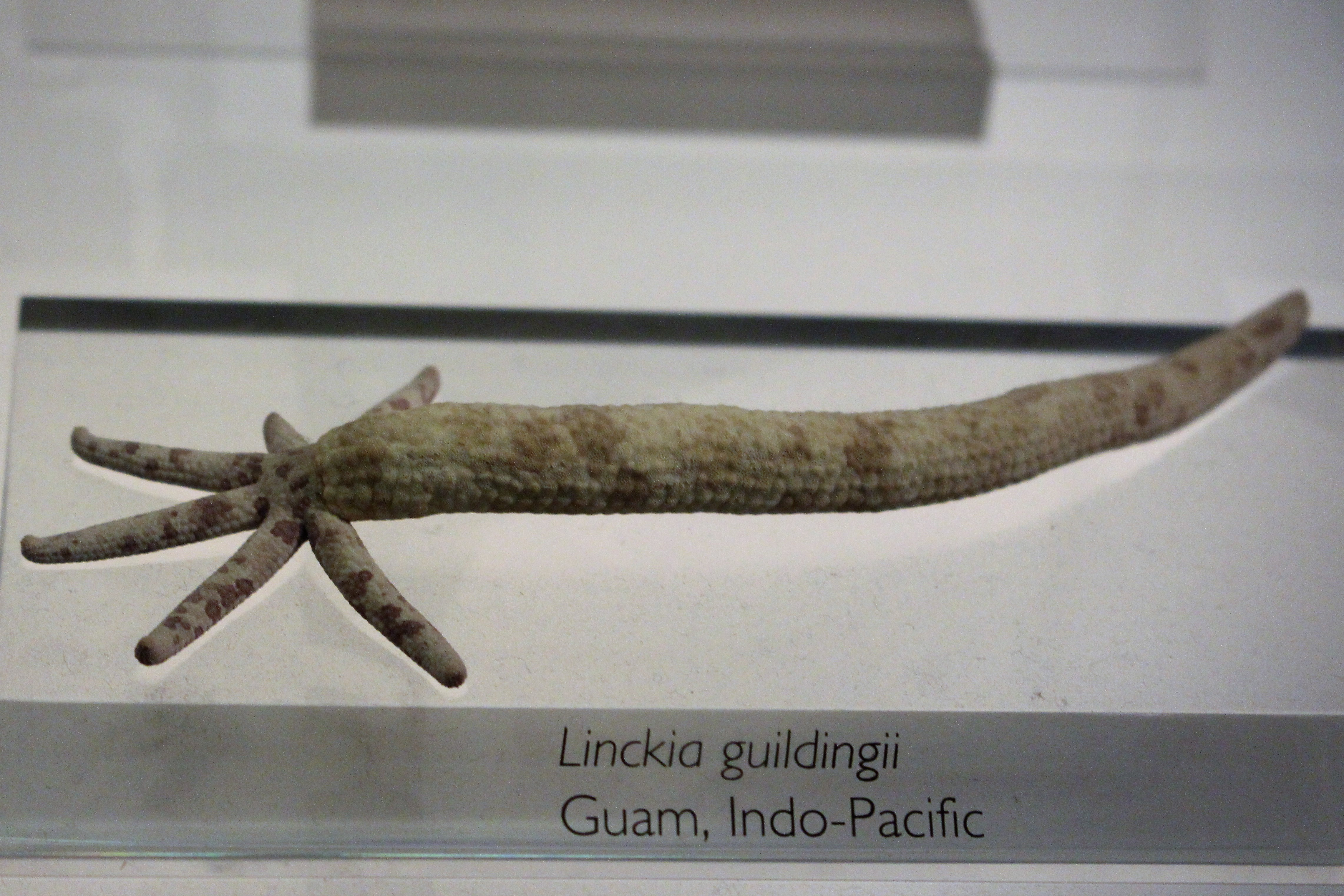
„Kometenform“ von Linckia guildingi

Seesterne sind vorwiegend getrenntgeschlechtlich und zeigen keinen Sexualdimorphismus. Mehrere Arten sind Hermaphroditen, so ist etwa Asterina gibbosa protandrisch, aber auch simultane Zwitter sind bekannt (Asterina minor und Asterina phylactica). In Populationen von Echinaster sepositus an der italienischen Küste treten bis zu 23 % Zwitter auf. Die Befruchtung findet in der großen Mehrzahl der Fälle extern im freien Meerwasser statt, und die Entwicklung läuft über eine als Plankton von Mikroorganismen lebende, frei schwimmende Bipinnaria-Larve und sodann eine Brachiolaria-Larve ab, die sich mit einer Haftscheibe am Substrat festsetzt und die Metamorphose zum juvenilen Seestern vollzieht. Bei Asterina gibbosa ernähren sich die Embryonen dagegen von Eidotter und schlüpfen direkt als Brachiolaria. Die kleine Asterina phylactica brütet ihre Jungen sogar aus, die erst als fertige Seesterne ihr Muttertier verlassen. Dieses stirbt bald darauf.
Es existiert auch eine ungeschlechtliche Vermehrung von Seesternen. Durch Querteilung entstehen oft Regenerationsformen („Kometenformen“), bei denen ein oder mehrere große Arme den kleineren, erst neu gebildeten gegenüberstehen. Bei Arten der Gattung Linckia ist diese Vermehrungsart so häufig, dass innerhalb einer Population weniger als 10 % symmetrisch gebildete Seesterne vorkommen.

## Verbreitung

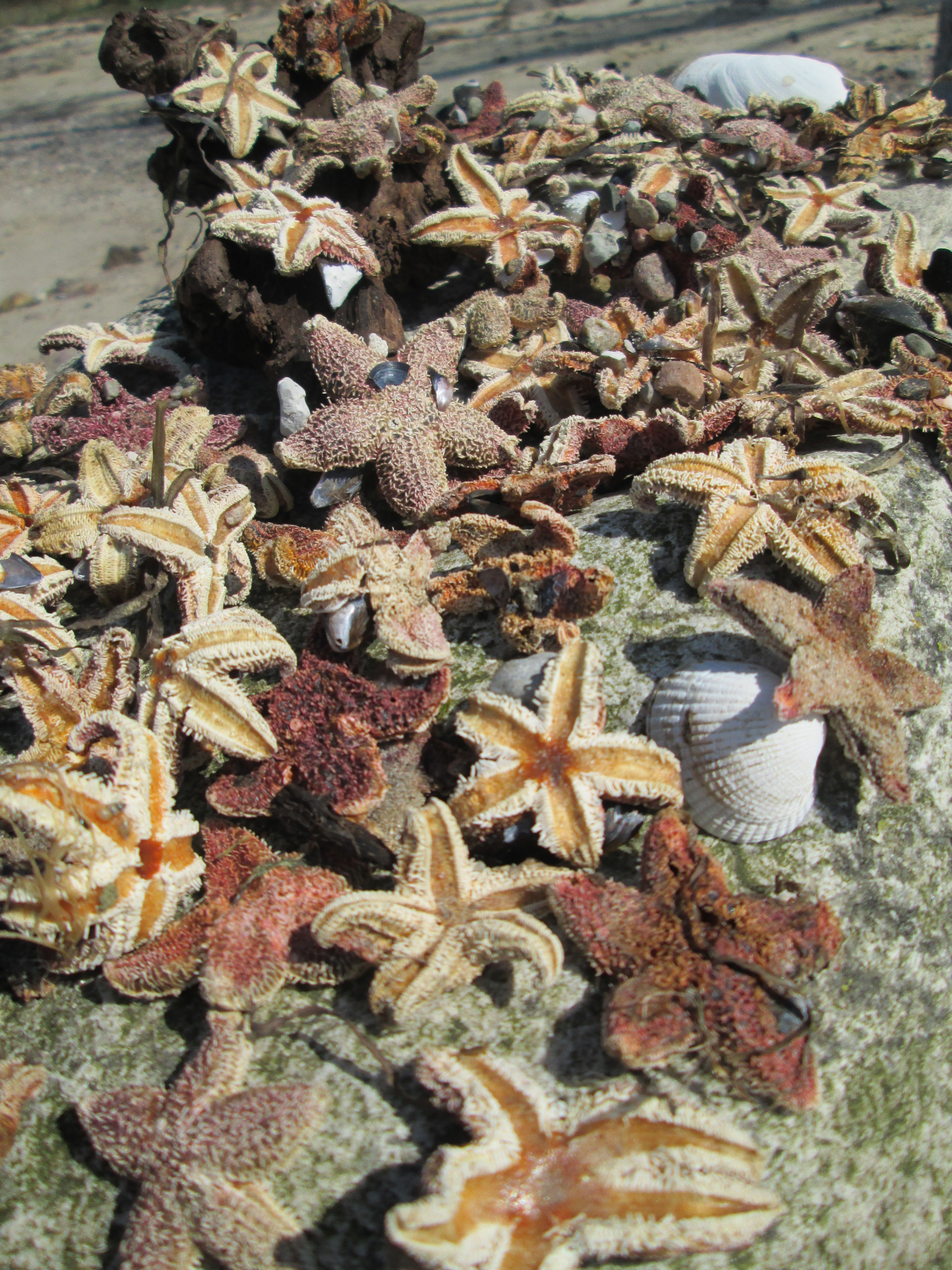
Tote Seesterne am Strand der Ostsee, 2018

Seesterne besiedeln weltweit das marine Benthal von der Gezeitenzone bis in die Tiefsee. Vertreter der Gattung Hymenaster wurden im Philippinengraben bis in eine Tiefe von 10.000 Metern nachgewiesen. Das größte Genzentrum der Seesterne findet sich im Schelfmeer der nordostpazifischen Küste Amerikas von San Francisco über Alaska bis zu den Aleuten, Kurilen und der Insel Sachalin. Dort kommen mehr Arten vor als in allen restlichen Verbreitungsgebieten. Ein zweites Genzentrum befindet sich im indonesisch-philippinisch-australischen Raum, wobei besonders Australien und Neuseeland durch viele Endemiten gekennzeichnet sind. In den polaren Meeren, besonders in der Antarktis, sind die Seesterne die bedeutendste Gruppe der Makrofauna im Seichtwasser.

## Gefährdung
Seesternsterben an der Pazifikküste wurden seit den 1970er Jahren immer wieder beobachtet. 2013 beunruhigte ein umfangreiches Massensterben an der gesamten nordamerikanischen Westküste. Es trat übergreifend bei ca. 20 Arten auf und stellte eine große Bedrohung für die marine Nahrungskette dar. Besonders betroffen waren die großen Sonnensterne. Ursache war offensichtlich ein Virus. Manche Tiere überlebten das tagelange Siechtum, bei dem zuerst die Arme abfielen; oft wuchsen Arme wieder nach. 2015 gab es ein Seesternsterben in der Nordsee. Diese Seesterne wurden jedoch in intaktem Zustand angespült; Ursachen hierfür waren wohl niedriger Wasserstand und Gezeiten, wodurch die zu dieser Zeit auf den Muschelbänken wandernden Seesterne abtrieben. Auch zur Jahreswende 2024/25 wurde an den Stränden der Insel Sylt wegen starken Wellengangs ungewöhnlich viele Seesterne angeschwemmt. Experten hielten die große Zahl für ein "gutes Zeichen", das auf einen hohen Bestand hinweise und sprachen von einem "Festessen für die Vögel".

## Seesterne und der Mensch
Seesterne besitzen einen gewissen Handelswert. In Teilen Asiens (z. B. China und Japan) werden Seesterne gegessen oder Gerichte damit dekoriert. In Dänemark werden Vertreter der Gattung Asterias als Bestandteil von Geflügelfutter verwendet, das ansonsten hauptsächlich aus Fisch besteht. Die Indianer von British Columbia und die alten Ägypter benutzten sie als Düngemittel. Einige Firmen verkaufen Seesterne an Sammler und als biologisches Anschauungsmaterial an Schulen. Auch als Souvenir werden sie gehandelt.

## Systematik

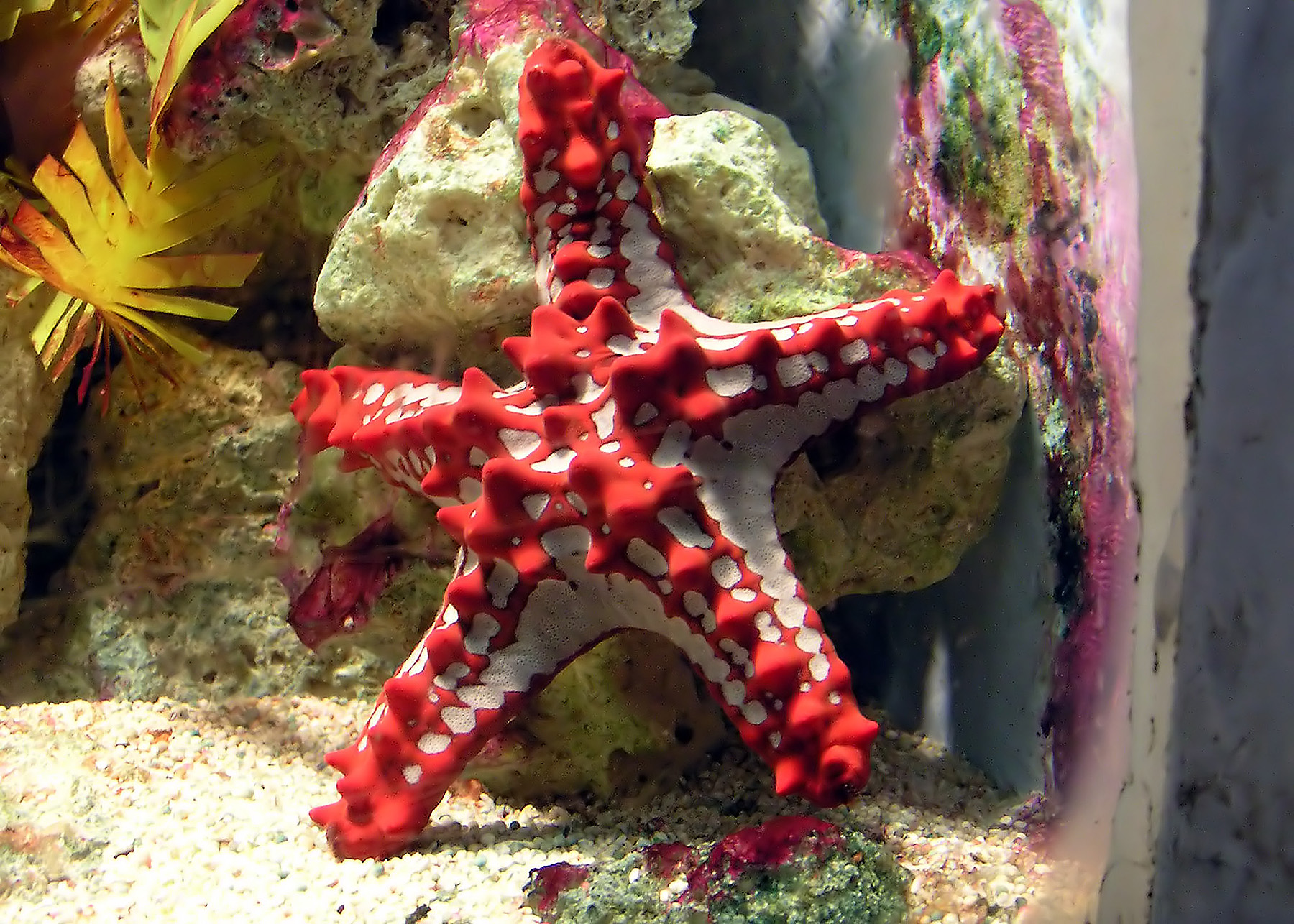
Protoreaster linckii, ein Vertreter der Valvatida

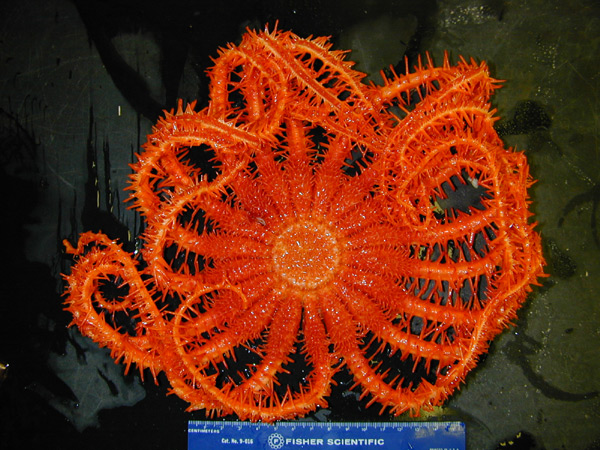
Vertreter der Brisingida leben als Filtrierer in der Tiefsee

Die Aufteilung in sieben rezente Ordnungen folgt Blake mit Modifikationen nach Mah und Foltz. Die systematische Einordnung der Concentricycloidea ist noch nicht vollständig geklärt, aktuell werden sie meist als Schwestergruppe der Seesterne (Asteroida) angesehen. Alternativ könnten sie nach aktueller Diskussion jedoch auch in die zu den Seesternen gehörenden Velatida eingeordnet werden. Die Tiefseearten der Notomyotida wurden den Paxillosida untergeordnet.
- Forcipulatida 
 Kennzeichnend für diese Gruppe sind gestielte gerade und gekreuzte Pedicallarien am ganzen Körper; ein netzförmiges Skelett; keine Randplatten; keine Paxillen; kleines Zentrum; Arme im Querschnitt oft rundlich; meist vier Füßchenreihen
- Brisingida 
 Die Arten dieser Gruppe leben fast ausschließlich in der Tiefsee (vor allem im Ostpazifik, bei Neuseeland und in der Karibik in etwa 2000 Meter Tiefe) und besitzen viele gekreuzte Pedicellarien. Vom scheibenförmigen Zentralkörper entsprießen 6 bis 18 oft sehr lange bestachelte Arme. Die Arme haben meist nur zwei Reihen von Füßchen.
- Spinulosida 
 Bei den Spinulosida sind die Arme vom Zentrum weg etwa gleich dick. Sie besitzen keine Pedicellarien.
- Valvatida 
 Vertreter dieser Gruppe sind häufig steife pentagonartige Formen mit wenig großen Randplatten und oft sitzenden Pedicellarien. Die Füßchen haben Saugscheiben.
- Paxillosida 
 Bei Arten dieser Ordnung handelt es sich um typische Weichbodenbewohner mit Ambulacralfüßchen ohne Saugscheibe und meist geteilten Ampulle. Sie haben meist keine Afteröffnung und der Magen ist nicht vorstülpbar. Die Aboralfläche ist mit Paxillen bedeckt.
- Velatida 
 Bei dieser Gruppe sind die Ambulacralstachel oft von der Körperdecke membranös verbunden.
- Concentricycloidea